# Operacja Żagiel 2007

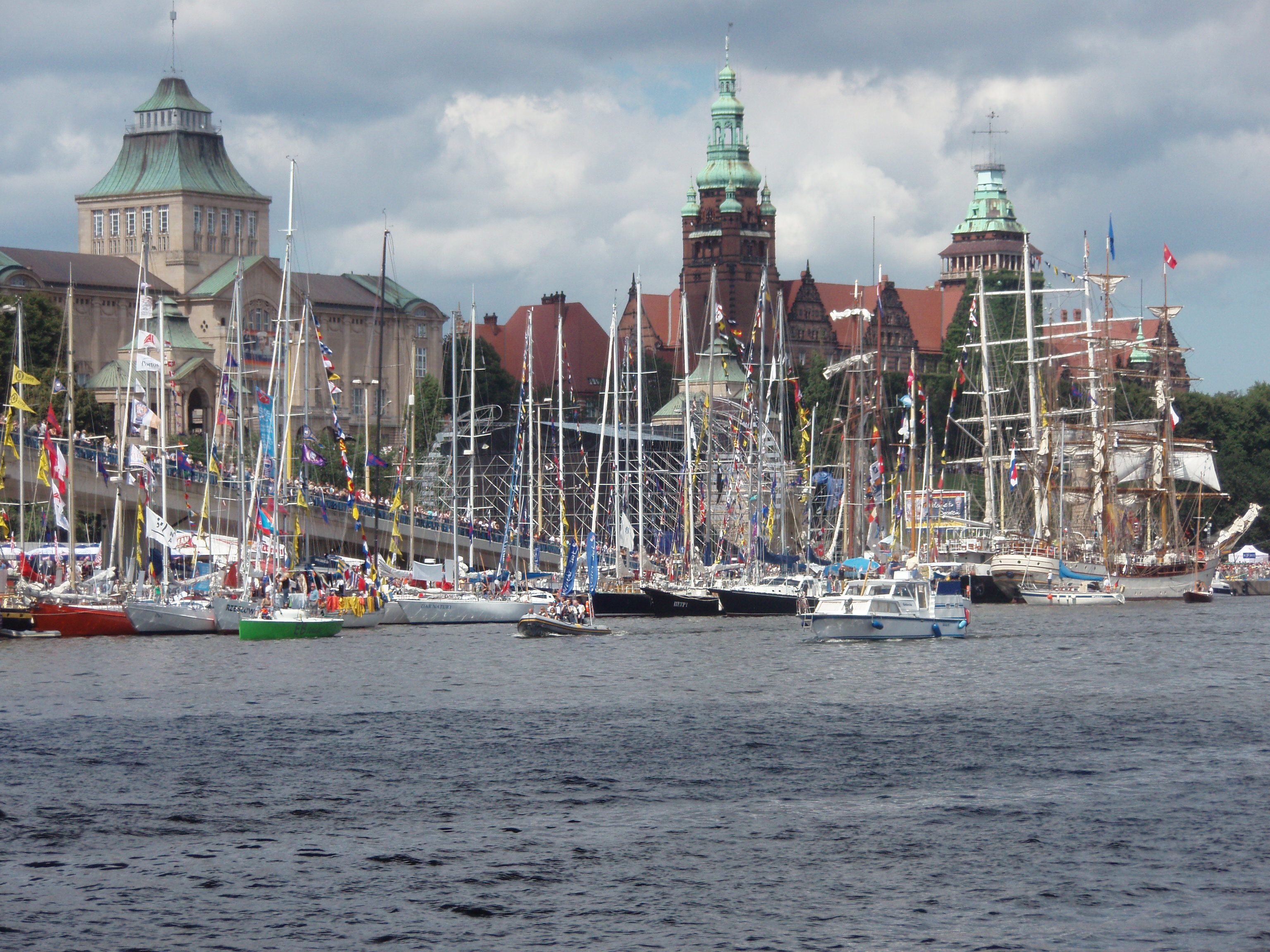
Szczecin, żaglowce i jachty zacumowane przy Wałach Chrobrego

Operacja Żagiel 2007 (ang. The Tall Ships' Races 2007) – zlot żaglowców połączony z regatami oraz imprezami okolicznościowymi, organizowany przez Sail Training Association w 2007 roku, na i w portach Morza Bałtyckiego (The Tall Ships' Races Baltic 2007). W dniach 4-7 sierpnia 2007 –  w Szczecinie odbył się finał tego zlotu żaglowców Tall Ships' Races (Operacja Żagiel).

## Etapy regat
- Aarhus (Dania) – Kotka (Finlandia) – od 8 do 18 lipca 2007
- Kotka (Finlandia) – Sztokholm (Szwecja) – od 21 do 27 lipca 2007
- Sztokholm (Szwecja) – Szczecin (Polska) – od 30 lipca do 4 sierpnia 2007

## Klasy żaglowców
Wzięły w nim udział 92 zarejestrowane żaglowce i jachty (lista zgłoszeniowa):

### Żaglowce klasy A
O długości ponad 100 m:
- STS Siedow Седов (Rosja, bark, 122 m) – największy żaglowiec szkolny świata
- Dar Młodzieży (Polska, fregata, 109 m)
- STS Kruzensztern Крузенштерн (Rosja, bark, 114,5 m) – II miejsce w kl. A

Pozostałe klasy A
- Alexander von Humboldt (Niemcy, bark, dł. 63 m)
- Asgard II (Irlandia, brygantyna, 31 m)
- Christian Radich (Norwegia, fregata, dł. 73 m) – zwycięzca w klasie A i ogólnie
- Concordia (Kanada, barkentyna, 58 m)
- Cuauhtémoc (Meksyk, bark, 90,5 m)
- Eendracht II (Holandia, szkuner, 59 m)
- Estelle (Finlandia, szkuner, 53,5 m)
- Europa (Holandia, bark, 54,6 m)
- Fryderyk Chopin (Polska, bryg, 55,5 m)
- ORP Iskra II (Polska, brygantyna, 28,5 m)
- Kapitan Głowacki (Polska, barkentyna, 48,5 m)
- Lord Nelson (Wielka Brytania, bark, 50 m)
- Sztandart Штандарт (Rosja, fregata, 32,25 m)
- Sørlandet (Norwegia, fregata, 64,15 m) – III miejsce w kl. A
- Tunas Samudera (Malezja, brygantyna, 44 m)

### Żaglowce klasy B
| - Aglaia (Niemcy) - Anita (Niemcy) - Astarte (Niemcy) - Astrid Finne (Szwecja) - Atene (Szwecja) - Baltic Beauty (Szwecja) - Carola (Niemcy) - De Gallant (Holandia) - Deja Vu (Stany Zjednoczone) - Gratia (Szwecja) – III miejsce w kl. B - Gratitude (Szwecja) – II miejsce w kl. B - Helena (Finlandia) – zwycięzca w klasie B - Helene (Szwecja) - Ingo (Szwecja) - Jacob Meindert (Holandia) | - Joanna Saturna (Finlandia) - Johann Smidt (Niemcy) - Leader (Wielka Brytania) - Lotos (Holandia) - Mandalay (Szwecja) - Moosk (Wielka Brytania) - Morning Star of Revelation (Wielka Brytania) - Rupel (Belgia) - Sarpen (Szwecja) - Seute Deern II (Niemcy) - Skiblander II (Dania) - Valborg (Finlandia) - Westkust (Szwecja) - Wyvern von Brenen (Niemcy) - Zuversicht (Niemcy) |

### Żaglowce klasy C
| - Andromeda (Dania) - Antwerp Flyer (Belgia) - Black Diamond of Durham (Wielka Brytania) - Briz (Rosja) - Bylina (Rosja) - Dar Natury (Polska) – zwycięzca klasyfikacji ogólnej w kl. C, III miejsce w klasyfikacji generalnej regat - Dar Szczecina (Polska) – zwycięzca drugiego wyścigu w klasie C, II miejsce w klasyfikacji ogólnej w kl. C - Deodar (Szwecja) - Espirit (Niemcy) - s/y Farurej (Polska) - Fazisi (Stany Zjednoczone) - Gaudeamus (Polska) - s/y Gedania (Polska) - Henrika (Finlandia) - Ina (Polska) | - Jagiellonia (Polska) - John Laing (Wielka Brytania) - Juan de Langara (Hiszpania) - Magnolia (Polska) – nagroda za najmłodszą załogę w czasie Regat - Ocean Scout (Wielka Brytania) - Regina Germania (Niemcy) - Spaniel (Łotwa) - St. Iv (Szwecja) – III miejsce w kl. C - Steppe (Belgia) - Thermopylae Clipper (Wielka Brytania) - Tornado (Polska) - Unity Line Sharky (Polska) - s/y Warszawska Nike (Polska) - Williwaw (Belgia) |

### Żaglowce klasy D
| - Akela (Rosja) - Andromeda (Polska) - Better Than (Stany Zjednoczone) - Chaser (Wielka Brytania) - Feelings (Polska) - Felicyty (Belgia) - Gryf II (Stany Zjednoczone) - Hansa (Hiszpania) – II miejsce w kl. D - Hebe III (Czechy) - Karfi (Polska) | - Lietuva (Litwa) - Nasz Dom (Polska) - Nauticus (Polska) - Peter I (Rosja) - Rona II (Wielka Brytania) – zwycięzca w klasie D - Rzeszowiak (Polska) - Sirma (Wielka Brytania) – III miejsce w kl. D - Tomidi (Belgia) - Wanda Maria (Polska) - s/y Zryw (Polska) |

### Niesklasyfikowane
- Meltemi (Holandia)[1]
- Pacifica (Stany Zjednoczone)
- Quo vadis (Kanada)[2]
- Utopia (Dania)[2]

## Finał w liczbach

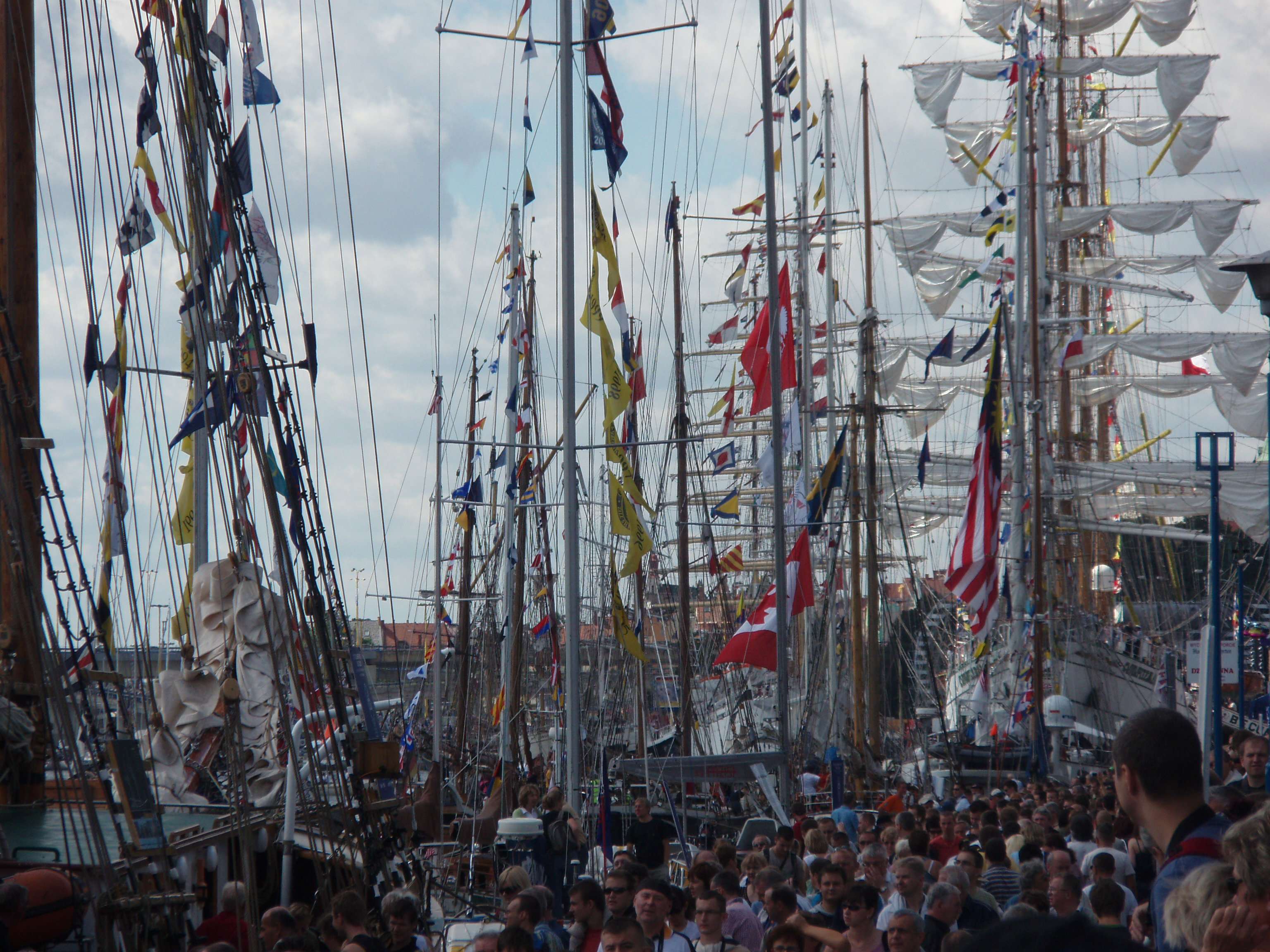
Szczecin, Operacja Żagiel 2007

- 100 oficerów łącznikowych (wolontariuszy) obsługiwało załogi żaglowców,
- 105 strażników miejskich pełniło dziennie służbę w rejonie zlotu,
- 110 ratowników medycznych dyżurowało w rejonie zlotu,
- 600 ochroniarzy pilnowało porządku w rejonie zlotu,
- 1000 policjantów pełniło dziennie służbę w rejonie zlotu (patrole piesze, na lądzie, wodzie i w powietrzu, konne i rowerowe),
- 1000 drobnych interwencji medycznych przeprowadzono w trakcie zlotu,
- 3200 kilogramów śmieci wywożono dziennie z terenu zlotu,
- 6000 członków załóg przypłynęło do Szczecina,
- 50 000 osób odwiedziło pokład meksykańskiego żaglowca "Cuauhtémoc”,
- 2 000 000 gości odwiedziło teren zlotu,
- 6 000 000 wejść odnotowano na stronę internetową zlotu,
- 15 000 000 osób obserwowało zlot przez kamery internetowe.